# 威廉·F·蓋瑞森
威廉·F·「比爾」·蓋瑞森（William F. "Bill" Garrison，1944年6月22日—），是美國陸軍退役少將，也是邪靈蛇行動（Op. Gothic Serpent）指揮官。1993年展開軍事行動，抓捕索馬里軍閥穆罕默德·法拉赫·艾迪德。

## 生平
1966年7月，威廉F·蓋瑞森在美軍服役。他曾兩次在越南英勇戰鬥，贏得一枚銅星勳章和收到的戰鬥受傷的紫心勳章。在越戰期間，他參加了鳳凰計畫。該計劃是中央情報局所計劃的特戰行動。

### 邪靈蛇行動
越戰結束後，蓋瑞森大部分時間都在特種作戰部隊。從1985年到1989年，負責美國陸軍情報支持活動的中隊和第1三角洲特種部隊作戰支隊的指揮官（也被稱為三角洲部隊），最後被安排指揮是約翰F.肯尼迪特種作戰中心。他是負責索馬里邪靈蛇行動，是陸軍遊騎兵特遣隊總指揮。1996年8月3日，穆罕默德法拉赫艾迪德中槍去世，蓋瑞森以陸軍少將退役。在他的軍人生涯中，他被晉升為上校，準將和少將時，都是該軍銜最年輕晉升的軍官。
蓋瑞森在邪靈蛇行動經歷錯失，要負擔全部責任，此役之後他結束了軍人生涯，他的屬下則認為他是優秀指揮官，索馬利亞的軍事行動失敗該歸咎於政治人物。
蓋瑞森於山姆·休士頓州立大學和德克薩斯大學，工商管理碩士畢業。

## 其它
- 黑鷹計劃著作（英语：Black Hawk Down (book)）和黑鷹墜落電影記錄了他在摩加迪休之戰的指揮行動。